# Dylan Thomas (filme)
Dylan Thomas é um filme-documentário em curta-metragem britânico de 1962 dirigido e escrito por Jack Howells, que fala sobre o poeta galês Dylan Thomas. Venceu o Oscar de melhor documentário de curta-metragem na edição de 1963.

## Elenco
- Richard Burton